# Chlodwig Poth

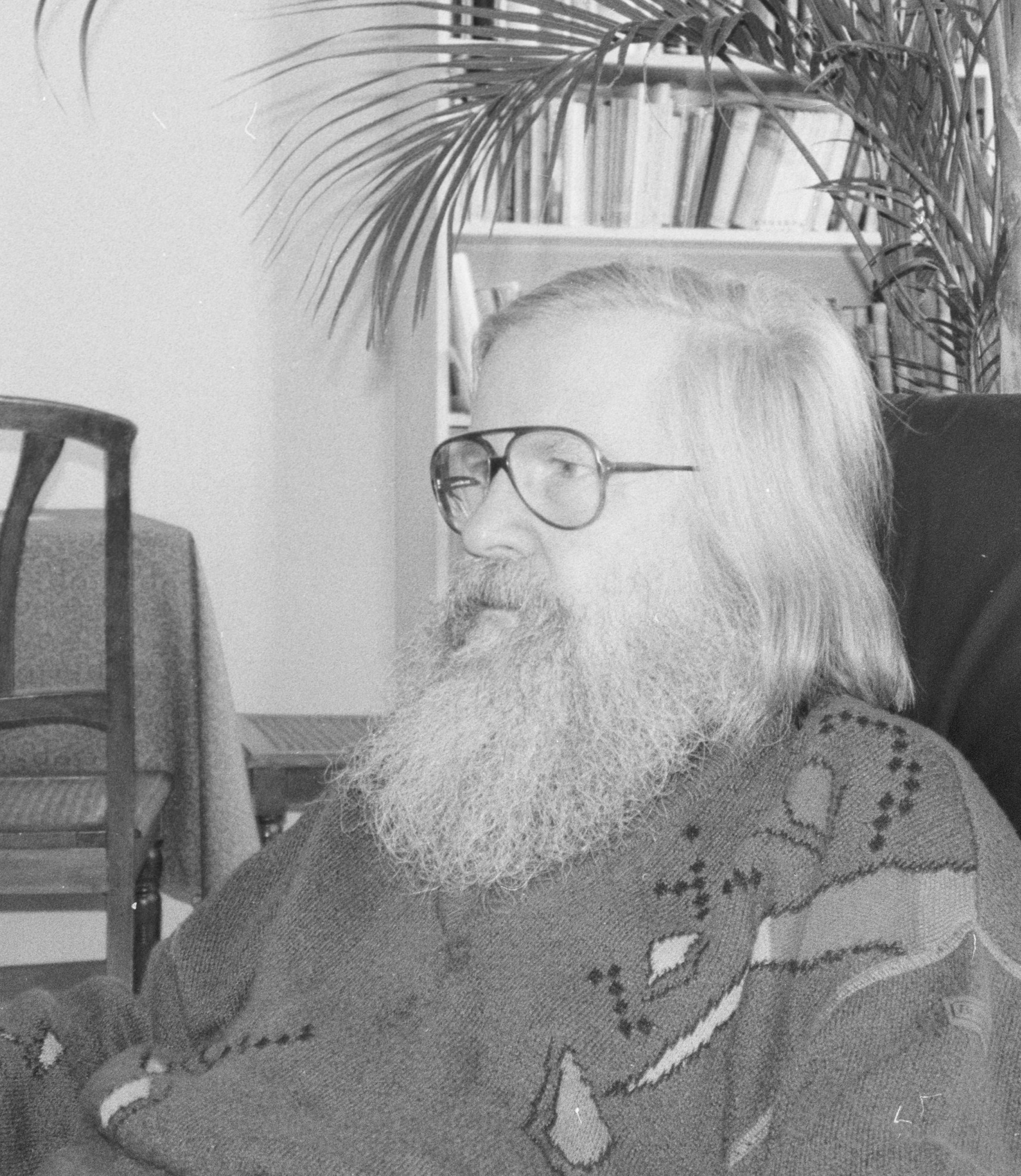
Chlodwig Poth

Chlodwig Poth (* 4. April 1930 in Wuppertal; † 8. Juli 2004 in Frankfurt am Main) war ein deutscher Satiriker, Zeichner, Karikaturist und Comiczeichner. Er gehörte zu den Gründern der Neuen Frankfurter Schule und der Zeitschriften Pardon und  Titanic.

## Leben und Werk

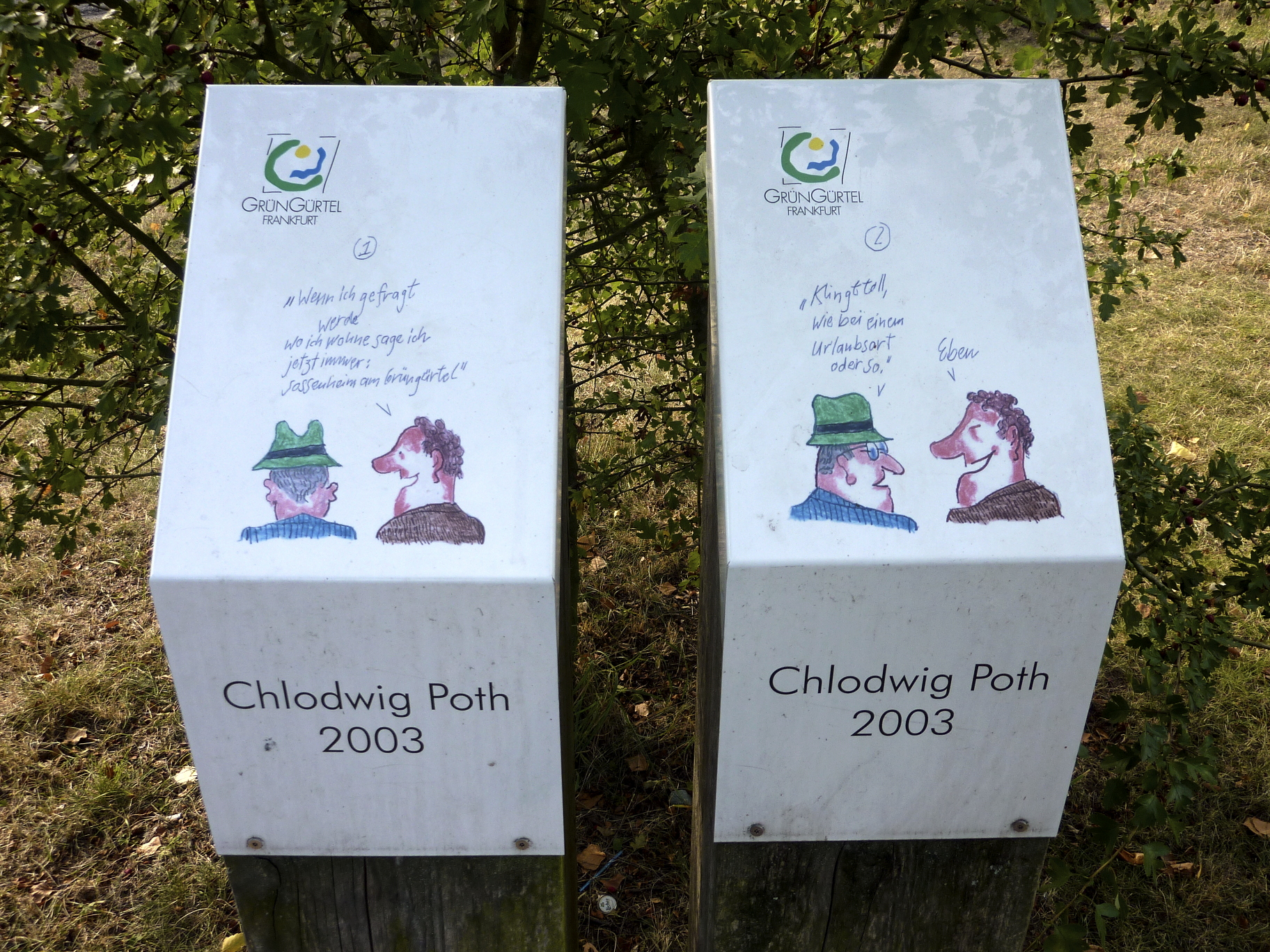
Cartoon von Chlodwig Poth: „Sossenheim am Grüngürtel“. Bildstelen in der Frankfurter Chlodwig-Poth-Anlage

Poth wuchs ab 1936 in Berlin-Tempelhof auf. Bereits als Kind entdeckte er sein Interesse an Karikaturen. Sein großes Vorbild war Wilhelm Busch. Seine ersten beiden gedruckten Karikaturen erschienen in der Jungen Welt, damals das Zentralorgan der FDJ. 1947 studierte er an der Hochschule für Bildende Künste in Berlin. Seine erste feste Anstellung erhielt er während der Blockade West-Berlins bei Der Insulaner, einer satirischen Zeitschrift. Später arbeitete er auch für die Zeitschrift Tarantel. Unter den Pseudonymen Claude und Wig veröffentlichte er Zeichnungen in mehreren deutschen Zeitschriften.
Im Jahr 1955 zog Poth nach Frankfurt am Main. Zunächst arbeitete er als Redakteur für die Zeitschrift einer Reifenfirma. 1962 wurde er Mitbegründer des Satire-Magazins Pardon. Während der Studentenproteste Ende der 1960er Jahre galt er als angesehener „APO-Opa“, seine Cartoonserie Mein progressiver Alltag über die linksalternative Szene erschien erst in Pardon und später in Buchform und entwickelte sich zu einem Bestseller. 1979 gründete Poth gemeinsam mit anderen Zeichnern und Autoren das Magazin Titanic, für das er bis zu seinem Tod regelmäßig zeichnete. Neben seinen Zeichnungen schuf Chlodwig Poth eine Reihe von Ölbildern und verfasste drei Romane.

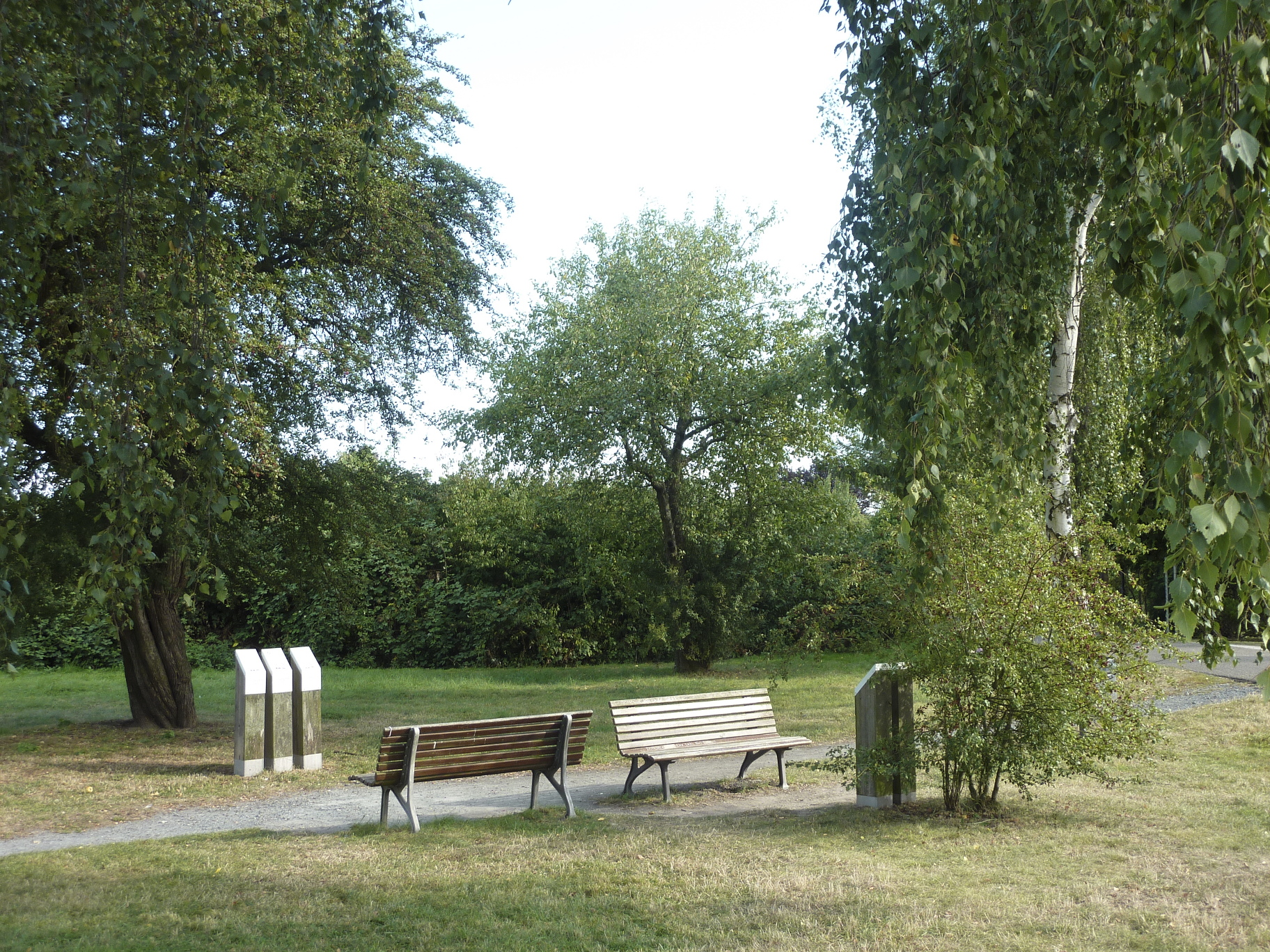
Die Chlodwig-Poth-Anlage im Sossenheimer Unterfeld, darin fünf Bildstelen mit Poth-Cartoons

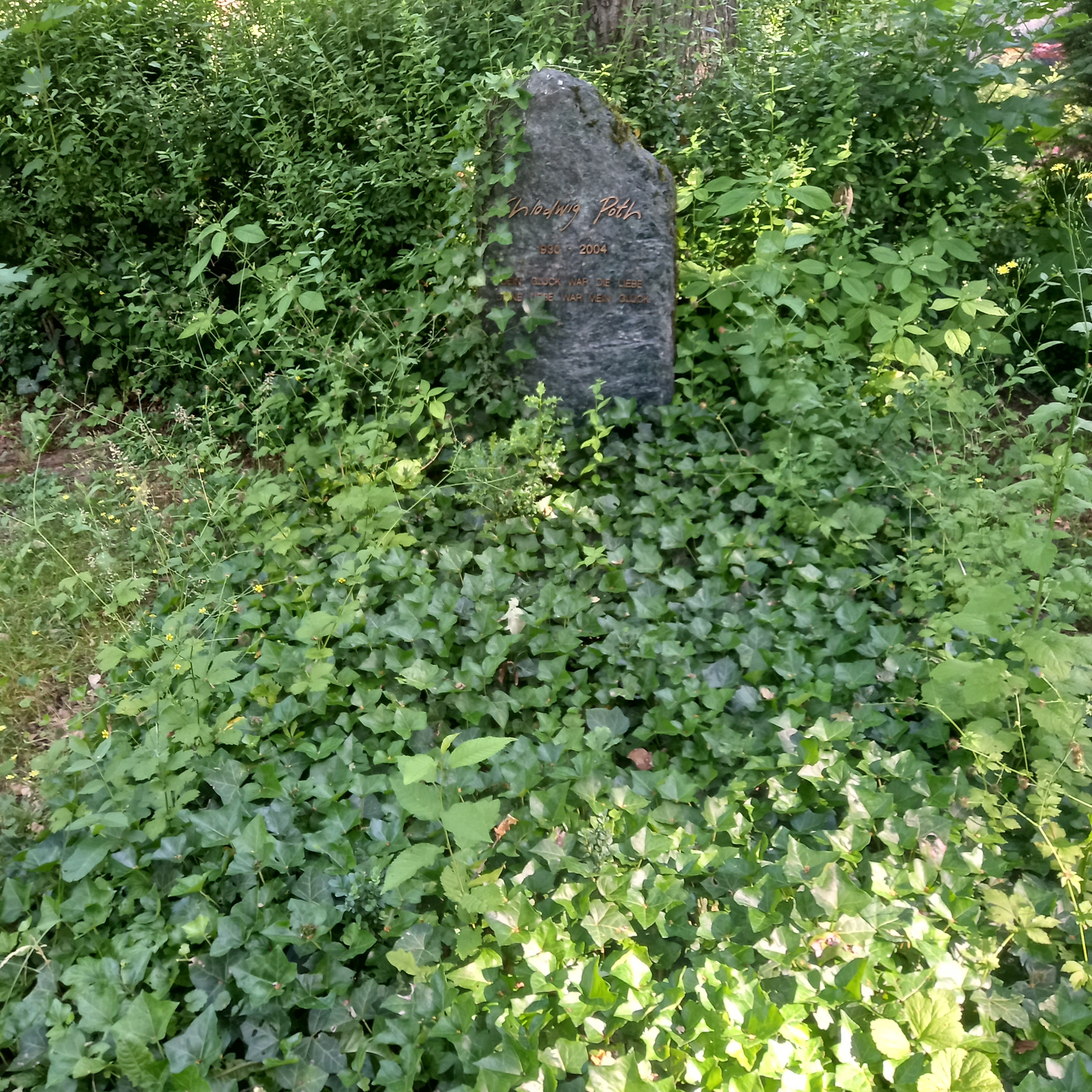
Das Grab von Chlodwig Poth auf dem Friedhof Höchst in Frankfurt am Main

Im Jahr 1990 zog Poth in den Frankfurter Stadtteil Sossenheim um. Inspiriert durch das Alltagsleben dort erschienen seitdem jeden Monat seine bissigen Alltagsskizzen unter dem Titel Last Exit Sossenheim in der Titanic. 1997 wurde ihm als erstem der deutsche Satirepreis Göttinger Elch, im Jahr 2003 die Goetheplakette der Stadt Frankfurt am Main verliehen. In seinen letzten Lebensjahren erblindete Poth zunehmend (Makuladegeneration), so dass er nur noch mit Hilfe von technischen Hilfsmitteln zeichnen konnte, wie er in seiner Autobiographie Aus dem Leben eines Taugewas detailliert beschreibt. Er liebte Spaziergänge in den Sossenheimer Wiesen im Frankfurter Grüngürtel, und dort wurden im Jahr 2003 auch fünf Bildstelen mit Reproduktionen seiner zeichnerischen Werke an einem seiner Lieblingsorte aufgestellt – an der Weißdorn-Wiese im Sossenheimer Unterfeld. Frankfurt ehrte ihn 2006 mit einer Chlodwig-Poth-Anlage im Stadtteil Sossenheim.
Poth starb am 8. Juli 2004, zwei Tage nach seinem Kollegen Bernd Pfarr, der ebenfalls für die Titanic gezeichnet hatte, an einem Krebsleiden. Am 15. Juli wurde er auf dem Friedhof Höchst beigesetzt.
Poth wird auch weiterhin im Impressum der Titanic als ständiger Mitarbeiter geführt.
Seine Tochter Leonore Poth arbeitet als Illustratorin.

## Werke
- Der Herr der großen weiten Welt. Bärmeier und Nikel, Frankfurt am Main 1960
- Saure Lesefrüchte. Bärmeier und Nikel, Frankfurt am Main 1960
- Spuck zurück im Zorn – Historischer Abriss einer Jugendbewegung. Bärmeier und Nikel, Frankfurt am Main 1961
- Taktik des Ehekrieges. Bärmeier und Nikel, Frankfurt am Main 1962
- Taktik der Verführung. Bärmeier und Nikel, Frankfurt am Main 1963
- Ausgerechnet Österreich. Zweitausendeins, Frankfurt am Main 1974
- Kontaktperson. Bertelsmann, Gütersloh 1975, ISBN 3-570-02963-8
- Mein progressiver Alltag. Rowohlt, Reinbek 1975, ISBN 3-499-11807-6
- Ihr nervt mich!. Rowohlt, Reinbek 1976, ISBN 3-499-20127-5
- Elternalltag. Krüger, Frankfurt am Main 1977, ISBN 3-8105-1502-7
- Unser täglich Frust – Mein progressiver Alltag 2. Rowohlt, Reinbek 1978, ISBN 3 49914215 5
- Das waren Zeiten!. Elefanten Press, Berlin 1980, ISBN 3-88520-035-X
- Wie man das Volk vertritt. Fischer, Frankfurt am Main 1980, ISBN 3-596-22491-8
- Die Vereinigung von Körper und Geist mit Richards Hilfe. Krüger, Frankfurt am Main 1980, ISBN 3-8105-1505-1
- Das Katastrophenbuch. Hoffmann und Campe, Hamburg 1982, ISBN 3-426-02715-1
- Tanz auf dem Vulkan. Hoffmann und Campe, Hamburg 1984, ISBN 3-455-08638-1
- Buch-Kompress. Knaur, München 1985, ISBN 3-426-02178-1
- Frankfurt oder ein vorletzter Tag der Menschheit. Haffmans, Zürich 1986, ISBN 3-251-00077-2
- Was ist mit unseren Krisen los?. Fischer, Frankfurt am Main 1986, ISBN 3-596-28192-X
- Frankfurter Federlese. Kramer, Frankfurt am Main 1990, ISBN 3-7829-0399-4
- Sekt mit Sechzig. Eichborn, Frankfurt am Main 1990, ISBN 3-8218-2116-7
- 50 Jahre Überfluss. Knesebeck, München 1990, ISBN 3-926901-28-4
- Last Exit Sossenheim. Knesebeck, München 1993, ISBN 3-926901-62-4
- Jahrtausendende. Lappan, Oldenburg 1997, ISBN 3-89082-754-3
- Euch werd ich’s zeigen. Elefanten Press, Berlin 2000, ISBN 3-88520-776-1
- Aus dem Leben eines Taugewas. Ullstein, München 2002, ISBN 3-550-07542-1

## Auszeichnungen
- Göttinger Elch (1997)
- Binding-Kulturpreis (2003)
- Goetheplakette der Stadt Frankfurt am Main (2003)
- Im Januar 2016 wurde in Hollenbeck, der Hollenbecker Straßenraub dadurch beigelegt, dass eine Kreuzung in Erinnerung an den Karikaturisten in Chlodwig-Poth-Platz umbenannt wurde.[3][4][5]

## Ausstellungen
- 2010: Chlodwig Poth. Caricatura Museum, Frankfurt am Main
- 2001: Chlodwig Poth: Last Exit Sossenheim, Stadthaus Ulm